# Golf du Bercuit
De Golf du Bercuit is een Belgische golfclub in Graven (Frans: Grez-Doiceau).

## Geschiedenis
In 1965 begon Baron Frédéric Rolin plannen te maken om een golfbaan aan te leggen, in combinatie met enkele villa's. De golfbaanarchitect Robert Trent Jones Sr maakte het ontwerp en twee jaar later werden de eerste holes gespeeld. De golfbaan werd in 1983 losgemaakt van grote bouwproject toen de leden de golfbaan kochten.

## Toernooien
- Belgisch Open
- Ladies European Tour van 1989 t/m 1994
- Perrier Pro-Am: 1991, 1994